# Вітаутас Жалакявічус
Вітаутас Жалакявічус (лит. Vytautas Žalakevičius; 14 квітня 1930, Каунас — 12 листопада 1996, Вільнюс) — радянський, литовський кінорежисер, драматург і сценарист. Народний артист РРФСР (1980). Народний артист Литовської РСР (1981).

## Біографія
У 1948-1950 навчався на факультеті електроніки Каунаського університету за спеціальністю радіоінженера, вивчав там математику й інженерну справу. Вступив до ВДІКу в 1951, він навчався там режисурі у М. Е. Чіаурелі та Г. В. Александрова. Закінчивши ВДІК в 1956, Жалакявічюс став працювати на Литовській кіностудії.
Знятий в 1966 фільм «Ніхто не хотів помирати» приніс йому міжнародну популярність. У 1961-1975 і з 1980 Жалакявічус був художнім керівником Литовської кіностудії, а в 1974-1980 жив в Москві, працював на «Мосфільмі» і викладав на Вищих сценарних курсах. Був співголовою Литовського державного комітету з питань кінематографії, членом Спілки письменників Литви. У 1991 разом з Кестасом Пятрулісом заснував кіностудію «2000».

## Нагороди
- Орден Великого князя Литовського Гедиміна — за внесок в литовську культуру (1995).

## Фільмографія

### Режисерські роботи
- 1956 — Утопленник (короткометражний), лит. Skenduolis, за новелою Пятраса Цвірки, дипломна робота.
- 1957 — Поки не пізно..., лит. Kol nevėlu... (спільно з Юліюсом Фогельманасом).
- 1959 — Адам хоче бути людиною, лит. Adomas nori būti žmogumi, за романом Вітаутаса Сіріос-Ґіра «Буенос-Айрес».
- 1960 — Живі герої (режисер однойменної новели), лит. Gyvieji didvyriai.
- 1963 — Хроніка одного дня, лит. Vienos dienos kronika.
- 1966 — Ніхто не хотів помирати, лит. Niekas nenorėjo mirti.
- 1970 — Вся правда про Колумба (телефільм), лит. Visa teisybė apie Kolumbą.
- 1972 — Це солодке слово — свобода!, лит. Tas saldus žodis - laisvė.
- 1974 — Аварія (телефільм), за однойменною повістю Фрідріха Дюрренматта.
- 1976 — Момент істини (У серпні сорок четвертого) — за романом Володимира Богомолова 1973.
- 1979 — Кентаври, угор. Kentaurok, «Kentauři».
- 1980 — Розповідь невідомої людини, за однойменним оповіданням Антона Чехова.
- 1982 — Вибачте, будь ласка!, лит. Atsiprašau.
- 1987 — Недільний день в пеклі, лит. Savaitgalis pragare.
- 1991 — Звір, що виходить з моря, лит. Žvėris, kylantis iš jūros, за новелою Євгенія Замятіна «Повінь» (спільно з Яніною Сокольнікайте).

### Сценарні роботи
- 1959 — Адам хоче бути людиною, лит. Adomas nori būti žmogumi, за романом Вітаутаса Сіріос-Ґіри «Буенос-Айрес» (спільно з В. Сіріосом-Гірою).
- 1960 — новели «Соловейко», лит. Lakštingala, за оповіданням Пятраса Цвірки, і «Живі герої», лит. Gyvieji didvyriai (спільно з Альгімантасом Чякуолісом) у фільмі «Живі герої».
- 1963 — Хроніка одного дня, лит. Vienos dienos kronika.
- 1966 — Ніхто не хотів помирати, лит. Niekas nenorėjo mirti.
- 1966 — Почуття, за романом Егонаса Лівсі (спільно з Е. Лівсі).
- 1969 — Хай буде життя!, лит. Ave, Vita
- 1970 — Вся правда про Колумба (телефільм), лит. Visa teisybė apie Kolumbą.
- 1972 — Це солодке слово — свобода!, лит. Tas saldus žodis - laisvė.
- 1974 — Аварія (телефільм), за однойменною повістю Фрідріха Дюрренматта.
- 1974 — Садуто туто, лит. Sadūto tūto.
- 1979 — Кентаври.
- 1979 — Чортове насіння, лит. Velnio sėkla.
- 1980 — Розповідь невідомої людини, за однойменним оповіданням Антона Чехова.
- 1980 — Факт, лит. Faktas.
- 1980 — Зелена лялечка, новела в кіноальманаху «Молодість».
- 1982 — Вибачте, будь ласка!, лит. Atsiprašau.
- 1984 — Сповідь його дружини, лит. Jo žmonos išpažintis.
- 1987 — Недільний день в пеклі, лит. Savaitgalis pragare.
- 1990 — Марюс (телефільм, за романом Казіса Альменаса «Косовиця»), лит. Marius.
- 1991 — Звір, що виходить з моря, лит. Žvėris, kylantis iš jūros, за новелою Євгенія Замятіна «Повінь».
- 1994 — Я не знаю, хто я, лит. Aš nežinau, kas aš esu.
- 2000 — Життя Ельзи, лит. Elzė iš Gilijos.

### Роботи в ролі художнього керівника фільму
- 1974 — Садуто туто, лит. Sadūto tūto.

### Акторські роботи
- 1978 — До останньої краплі крові, «Do krwi ostatniej» — майор Високоньский